# Карл Барч
Карл Фри́дрих Адо́льф Ко́нрад Барч (нім. Karl Friedrich Adolf Konrad Bartsch; 25 лютого 1832 — 19 лютого 1888) — німецький філолог-германіст. Засновник Інституту германістики в Ростоці.

## Біографія
Народився у місті Шпротау (нині Шпротава) в Сілезії, яка тоді належала до Німеччини, а тепер до Польщі. Вчився з 1842 р. спочатку у гімназії в м. Гливиці, а потім у гімназії св. Єлизавети (Elisabethinum) у Бреслау (нині Вроцлав) і з 1849 р. відвідував лекції у Вроцлавському університеті. Спочатку хотів присвятити себе славістиці, але пізніше під впливом Карла Вайнгольда зосередився виключно на вивченні германських і романських мов. Останні він продовжив вивчати у Берлінському університеті, де слухав лекції Ганса Массманна (Hans Massmann), Теодора Ауфрехта, (Theodor Aufrecht), фон дер Гагена (von der Hagen) і Вільгельма Грімма (Wilhelm Grimm). Літо 1853 р. після захисту докторської дисертації в Галле він провів у бібліотеках Лондона, Оксфорда і Парижа, ретельно вивчаючи провансальські рукописи (в основному записи пісень трубадурів). З осені 1855 до 1857 він працював кустодієм (куратором) бібліотеки при Німецькому національному музеї (Germanischen Nationalmuseums) у Нюрнберзі. Через суперечки із засновником музею, він навесні 1856 р. мусив переїхати до Ростока, де дістав місце професора германської та романської філології у місцевому університеті. Таку саму посаду з 1871 р. він займав і в Гайдельберзькому університеті, де крім того, був ще керівником новозаснованого семінару з вивчення нових мов. Великий герцог Баденський за його добросовісну діяльність надав йому титул надвірного радника, а пізніше таємного надвірного радника. Карл Барч був одним з найбільш діяльних і впливових германістів свого часу, мав багато поважних публікацій, був редактором часопису германських старожитностей «Германія», заснованого раніше Францем Пфайфером (Fritz Pfeifer). Помер незадовго до свого 56-ліття у Гайдельбезі.